# Фаянс, Григорий Кивович
Григорий Кивович Фаянс (20 августа 1902 года, Гомель — неизвестно) — советский военный деятель, Полковник (1950 год).

## Биография
Григорий Кивович Фаянс родился 20 августа 1902 года в Гомеле в семье Кивы Мовшевича Фаянса и Тамары Хаим-Янкелевны Вильнер.

### Гражданская война
В марте 1919 года был призван в ряды РККА и назначен на должность военного цензора Гомельского губернского ЧК, а в июне 1920 года — на должность военного цензора особого отдела 9-й армии (Кавказский фронт), после чего принимал участие в боевых действиях против войск под командованием П. Н. Врангеля на Кубани, а затем в установлении советской власти в Закавказье.

### Межвоенное время
В августе 1921 года вернулся в Гомель, где был назначен на должность военного цензора Гомельского губернского ЧК. В мае 1922 года уволен из РККА, после чего был направлен на учёбу в Гомельскую губернскую партийную школу, после окончания которой в 1923 году работал на должностях управделами губкома комсомола и секретаря производственной ячейки РКСМ в городе Клинцы.
В апреле 1924 года был вновь призван в ряды РККА и направлен в 5-ю стрелковую дивизию (Западный военный округ), где служил красноармейцем и политруком роты 13-го стрелкового полка, в ноябре 1926 года был назначен на должность ответственного секретаря бюро ВЛКСМ дивизии, а в ноябре 1927 года — на должность политрука роты 14-го стрелкового полка.
В сентябре 1928 года был направлен на учёбу на Киевские курсы военной подготовки комсостава (Украинский военный округ), после окончания которых в августе 1929 года был назначен на должность политрука роты полковой школы 15-го стрелкового полка, в октябре 1932 года — на должность политрука полковой школы 24-го стрелкового полка (8-я стрелковая дивизия).
В августе 1933 года Фаянс направлен на Московские курсы инструкторов пропаганды (Московский военный округ), после окончания которых в августе 1934 года был назначен на должность инструктора пропаганды 4-го полка ПВО, в ноябре 1937 года — на должность преподавателя Смоленского артиллерийского военного училища, в декабре 1938 года — на должность начальника учебного отдела Политуправления Белорусского военного округа, а в феврале 1940 года — на должность начальника курсов усовершенствования политического состава запаса Белорусского военного округа.

### Великая Отечественная война
С началом войны Фаянс находился на прежней должности.
В сентябре 1941 года был назначен на должность начальника курсов по подготовке военкомов стрелковых батальонов Приволжского военного округа и одновременно исполнял должность начальника Аткарского гарнизона. Кроме того сформировал три дивизии и штаб 19-го стрелкового корпуса, с 9 по 16 июня 1943 года исполнял должность командира этого корпуса при его формировании.
В августе 1943 года был назначен на должность заместителя начальника политического отдела 282-й стрелковой дивизии, участвовавшей в боевых действиях в ходе Псковско-Островской, Тартуской, Сандомирско-Силезской, Верхнесилезской и Пражской наступательных операций, а также в освобождении городов Люблинец, Фолькепберг, Типловец, Нейсе, Швейдпиц, Вальденбург и Трутнов.

### Послевоенная карьера
После окончания войны находился на прежней должности.
В феврале 1946 года был назначен на должность инспектора Дунайского военно-транспортного управления Центральной группы войск, в августе 1947 года — на должность заместителя командира по политической части 29-го пулемётно-артиллерийского полка, а в мае 1951 года — на должность заместителя по политической части начальника 41-го управления аэродромного строительства.
Полковник Григорий Кивович Фаянс в июне 1952 года вышел в запас.

## Награды
- Орден Ленина;
- Орден Красного Знамени;
- Орден Отечественной войны 1 степени;
- Орден Красной Звезды;
- Медали.